# Angelo Taylor
Angelo F. Taylor (Albany, 29 dicembre 1978) è un ostacolista e velocista statunitense, due volte campione olimpico dei 400 metri ostacoli ai Giochi di Sydney 2000 e Pechino 2008.

## Palmarès
| Anno | Manifestazione    | Sede     | Evento      | Risultato  | Prestazione | Note                                     |
| ---- | ----------------- | -------- | ----------- | ---------- | ----------- | ---------------------------------------- |
| 1996 | Mondiali juniores | Sydney   | 400 m hs    | Bronzo     | 50"18       |                                          |
| 1999 | Mondiali          | Siviglia | 400 m hs    | Batteria   | 49"58       |                                          |
| 1999 | Mondiali          | Siviglia | 4×400 m     | dq         | dq          | [ 1 ]                                    |
| 2000 | Giochi olimpici   | Sydney   | 400 m hs    | Oro        | 47"50       | Miglior prestazione personale            |
| 2000 | Giochi olimpici   | Sydney   | 4×400 m     | dq         | dq          | [ 1 ]                                    |
| 2001 | Mondiali          | Edmonton | 400 m hs    | Semifinale | 49"23       |                                          |
| 2001 | Mondiali          | Edmonton | 4×400 m     | dq         | dq          | [ 1 ]                                    |
| 2004 | Giochi olimpici   | Atene    | 400 m hs    | Semifinale | 48"72       |                                          |
| 2007 | Mondiali          | Osaka    | 400 m piani | Bronzo     | 44"32       |                                          |
| 2007 | Mondiali          | Osaka    | 4×400 m     | Oro        | 2'55"56     | Miglior prestazione mondiale stagionale  |
| 2008 | Giochi olimpici   | Pechino  | 400 m hs    | Oro        | 47"25       | Miglior prestazione personale            |
| 2008 | Giochi olimpici   | Pechino  | 4×400 m     | Oro        | 2'55"39     | Record olimpico                          |
| 2009 | Mondiali          | Berlino  | 400 m hs    | Batteria   | 49"64       |                                          |
| 2009 | Mondiali          | Berlino  | 4×400 m     | Oro        | 2'57"86     | Miglior prestazione mondiale stagionale  |
| 2011 | Mondiali          | Taegu    | 400 m hs    | 7º         | 49"31       |                                          |
| 2011 | Mondiali          | Taegu    | 4×400 m     | Oro        | 2'59"31     |                                          |
| 2012 | Giochi olimpici   | Londra   | 400 m hs    | 5º         | 48"25       |                                          |
| 2012 | Giochi olimpici   | Londra   | 4×400 m     | Argento    | 2'57"05     | Miglior prestazione personale stagionale |

## Campionati nazionali
- 2 volte campione nazionale dei 400 m piani (2002, 2007)
- 3 volte campione nazionale dei 400 m hs (1999, 2000, 2001)
- 1 volta campione nazionale indoor dei 400 m piani (1999)

## Altre competizioni internazionali
2000
- Oro alla Grand Prix Final ( Doha), 400 m hs - 48"14

2007
- Bronzo alla World Athletics Final ( Stoccarda), 400 m piani - 44"92
- 5º alla World Athletics Final ( Stoccarda), 400 m hs - 49"27

2008
- 4º alla World Athletics Final ( Stoccarda), 400 m piani - 45"37

2009
- Oro al DécaNation ( Parigi), 400 m piani - 45"68
- 7º alla World Athletics Final ( Salonicco), 400 m piani - 46"20